# Sverkesjön
Sverkesjön är en sjö i Ale kommun i Västergötland och ingår i Göta älvs huvudavrinningsområde. Sjön är 8 meter djup, har en yta på 0,0817 kvadratkilometer och befinner sig 96,8 meter över havet. Sjön ligger  på gränsen mellan vildmarksområdet Risveden och skogsområdet Alefjäll och avvattnas av Röbackaån som når Göta älv via Forsån som rinner ut i Grönån strax sydväst om Skepplanda.

## Delavrinningsområde
Sverkesjön ingår i det delavrinningsområde (642927-129037) som SMHI kallar för Ovan Röbackaån. Medelhöjden är 108 meter över havet och ytan är 26,47 kvadratkilometer. Det finns ett avrinningsområde uppströms, och räknas det in blir den ackumulerade arean 33,66 kvadratkilometer. Forsån / Grönån som avvattnar avrinningsområdet har biflödesordning 2, vilket innebär att vattnet flödar genom totalt 2 vattendrag innan det når havet efter 49 kilometer. Avrinningsområdet består mestadels av skog (64 %) och sankmarker (17 %). Avrinningsområdet har 0,69 kvadratkilometer vattenytor vilket ger det en sjöprocent på 2,6 %.